# Victoria (Twilight)
 (janvier 2025).
- Si vous ne connaissez pas le sujet, laissez ce bandeau (vous pouvez alors contacter les auteurs).
- Si vous supprimez le contenu mis en cause (vous pouvez préalablement contacter les auteurs),

argumentez précisément cette suppression dans la page de discussion
(un manque de référence n'est pas un argument ; une recherche réelle de référence doit avoir été effectuée, être formellement documentée).
Victoria est un personnage fictif de la saga Twilight apparaissant dans Twilight, chapitre I : Fascination, Twilight, chapitre II : Tentation et Twilight, chapitre III : Hésitation. Elle n'apparaît pas dans le dernier tome, puisqu'elle est tuée par Edward dans Twilight, chapitre III : Hésitation. Victoria est la principale antagoniste de l'histoire.

## Biographie fictive
Victoria est née dans les années 1550 a Londres. Elle vivait dans une famille de classe moyenne et était la cadette, ayant une sœur aînée, Anne. À douze ans, les deux filles quittèrent la maison et après quelques années, ont été forcées de travailler dans une maison close, en échange d'une pension. C'est ici que Victoria a entraîné inconsciemment son don de l'évasion.  Un soir, Victoria dut aller chez un  proxénète et ce dernier tenta de la séquestrer. Victoria s'échappa et vécut dans les rues pendant des années. Finalement, elle retrouva sa sœur Anne, transformée par une vampire nommée Hilda. Victoria rejoint le clan qui comptait en plus Heidi et fut transformée par sa sœur. Les Volturi entendirent parler de ce clan féminin et Aro voulut ajouter Heidi à son clan, car elle avait le don d'attirer les gens, ce qui pouvait être utile au chef des Volturi. Hilda et son clan furent accusés d'être trop voyants et Hilda fut exécutée. Seule Victoria parvint à s'échapper grâce à son don mais Anne mourut.
Quelques siècles plus tard toujours à Londres, James le traqueur vit en elle une proie très intéressante. Mais Victoria, forte de son don, lui échappa à plusieurs reprises. Finalement, James convoita le pouvoir de Victoria et en fit sa petite amie. Par la suite, Laurent les rejoignit.
En 1920, ils ont intimidé Alice Cullen, qui fut transformée en vampire pour se protéger de James.

## Apparitions

### Fascination
Dans ce livre, Victoria, son compagnon James, et son ami Laurent tournent autour de Forks. Elle et ses deux complices rencontrent Bella et les Cullen tandis qu'ils jouaient au baseball près de chez eux. C'est James qui a découvert que Bella était humaine et non une vampire comme les autres. Après la mort de James et la perte de Laurent qui l'a quittée à la suite de cet événement, Victoria réussit à se sauver des Cullen, en promettant de se venger sur Bella et Edward. Dans le film, Victoria apparaît à la fin, regardant Bella et Edward danser au bal et promet de se venger.

### Tentation
Victoria a un petit rôle dans ce livre. Dans le film, on peut la voir dans l'eau alors que Bella essayait de se mettre en danger, à la suite du départ d'Edward. De plus, elle perd Laurent, qui se fait tuer par les loups-garous.

### Hésitation
Un an après la mort de James, Victoria crée une armée de nouveau-nés qui envahit Seattle dans le but de mettre en œuvre sa vengeance. Vengeance qui consiste à faire souffrir Edward de la même façon qu'elle, en tuant son plus grand amour, Bella. Parmi les membres de son armée, son adjoint est Riley Biers, qu'elle a transformé le premier afin qu'il l'aide à mordre les habitants de Seattle pour accroître son armée. Victoria fait croire à Riley qu'elle est amoureuse de lui, tout en lui cachant la vraie cause de sa vengeance envers Edward (il ignore que c'est parce qu'il a tué son compagnon James dans Fascination). À la fin du livre, après un combat spécialement violent contre Edward, Victoria meurt après avoir eu la tête tranchée.

## Caractère et apparence physique
Victoria est diabolique, obsédée (surtout par la vengeance), manipulatrice, sauvage, intelligente, discrète et colérique. Elle a des cheveux roux comme le feu et a les yeux rouges (comme tous les vampires qui se nourrissent de sang humain). Dans Twilight, chapitre I : Fascination et Twilight, chapitre II : Tentation, Victoria portait un manteau de fourrure blanche (qui ressemblait beaucoup a une fourrure d'ours polaire). Dans Hésitation, elle porte un manteau de cuir noir.  
Elle semble posséder un certain pouvoir, comme de rares vampires. En effet, dans Hésitation, Carlisle en émet la supposition en signalant son incroyable habileté à pouvoir leur échapper. Aussi, dans Révélation, un index en fin de livre, répertoriant tous les vampire rencontrés depuis Fascination, nous informe que Victoria possède bel et bien un pouvoir.
Selon Stephenie Meyer, Victoria est :
« La femme paraissait plus sauvage et, tandis que sa tignasse s'agitait sous la brise, ses pupilles ne cessaient d'aller et venir... Indubitablement, sa posture était celle d'une lionne. »
Pour paraître plus sauvage lors de combats, l'actrice Rachelle Lefèvre s'était inspiré de vidéos qu'elle avait regardé sur des lions qui attaquaient leur proie.

## Version cinématographique
Dans l'adaptation cinématographique, Victoria est interprétée par Rachelle Lefevre dans Twilight, chapitre I : Fascination et Twilight, chapitre II : Tentation. À la suite du départ de Lefevre après le deuxième film, elle est interprétée par Bryce Dallas Howard dans Twilight, chapitre III : Hésitation.